# Velek
Velek je staré české jméno, znamenající  osobu velké či vysoké postavy (opačné fyzické vlastnosti charakterizovaly nositele jména Málek). Asi nejstarší známý nositel toho jména je Žižkův polní hejtman (jeden ze třinácti hlavních velitelů husitského vojska) Mařík Velek Šeňk zvaný Koudelník, uvedený v Žižkových polních řádech, majitel domu na náměstí v Táboře.

## Osobnosti
- Irena Velková (* 1951) – česká architektka, ilustrátorka a kurátorka
- Jan Velek (1952–2023) – český architekt
- Josef Velek (1939–1990) – český novinář a publicista